# Верхній Бардим
Верхній Барди́м (рос. Верхний Бардым) — присілок у складі Артинського міського округу Свердловської області.
Населення — 291 особа (2010, 334 у 2002).
Національний склад станом на 2002 рік: марійці — 88 %.